# Undozero
Undozero (rus. Ундозеро) je slatkovodno jezero koje se nalazi na zapadu Plesetskog rajona Arhangelske oblasti u Rusiji. To je jedno od najvećih jezera u Arhangelskoj oblasti i drugo najveće u Plesetskom rajonu. Površina jezera je 44.7 km2, s površinom porječja od 709 km2. Jezero Undozero je izvor rijeke Undoše, koja pripada porječju rijeke Onege, a time i slijevu Bijelog mora.
Jezero ima sofisticiran oblik i sadrži brojne otoke. Izvor Undoše nalazi se u jugozapadnom kutu. Glavna pritoka jezera je Lopa, koja ubrzo uzvodno od ušća s lijeve strane prima glavnu pritoku Jonzu.
Na jezeru Undozero nalaze se tri sela: Skarlahta, Pogost i Mezen. Skarlahta je željezničkom prugom povezana na istoku preko naselja Severoonežsk sa željezničkom stanicom Puksa koja se nalazi na željezničkoj pruzi između Vologde i Arhangelska. Ista željeznička pruga nastavlja prema zapadu do sela Jangori. Postojali su planovi da se produži na zapad do Medvežjegorska, ali oni nikada nisu ostvareni. Željeznica pripada Odjelu za korekcije, a zapravo, oko sela Skarlahta postoje naselja u kojima žive osuđeni kriminalci koji su prethodno odslužili dio zatvorske kazne. Na željeznici postoji redovan putnički promet. U Pogostu je bilo zračno pristanište. Nema cjelogodišnjih cesta koje povezuju Undozero s glavnom cestovnom mrežom.
Undozero je popularno kao početna točka za rafting niz Undošu. Gotovo cijeli tok Undoše nije naseljen, s izuzetkom jezera Undozero i nekoliko sela blizu njegovog ušća u jezero Počozero. (Nizvodno od jezera Počozero, Undoša mijenja ime u Poča i ulijeva se u jezeroKenozero). Stoga, splavari počinju u Skarlahti, a završavaju na jezeru Kenozero. Prije izgradnje željeznice 1970-ih, jedini način da se splavari stigne do Undozera bio je krenuti iz Severoonežska, uzeti splavi uzvodno Iksom i zatim ih kopnom dovesti do Undozera.